# Copa CECAFA 2000
La Copa CECAFA del 2000 fue la edición número 24 del campeonato de la región del África del Este.
Todos los partidos se jugaron en Kampala y Mbale del 18 de noviembre hasta el 2 de diciembre.

## Información
- Sudán se retiró antes del inicio del torneo por razones desconocidas.
- Tanzania estaba suspendida por la FIFA, así que no pudo participar en el torneo.

## Grupo A
| Equipo  | Pts | Pld | W | D | L | GF | GA | GD  |
| ------- | --- | --- | - | - | - | -- | -- | --- |
| Uganda  | 10  | 4   | 3 | 1 | 0 | 17 | 3  | +14 |
| Etiopía | 10  | 4   | 3 | 1 | 0 | 9  | 5  | +4  |
| Burundi | 6   | 4   | 2 | 0 | 2 | 8  | 4  | +4  |
| Somalia | 1   | 4   | 0 | 1 | 3 | 1  | 11 | -10 |
| Yibuti  | 1   | 4   | 0 | 1 | 3 | 3  | 15 | -12 |

| 18 de noviembre de 2000, 14:00 | Etiopía                                    | 2:2 (0:1) | Uganda                                   | Estadio Nakivubo, Kampala      |                                |
|                                | Sintayehu Getachew 65' · Hussein Seman 73' |           | Hassan Mubiru 3' · George Semogerere 87' | Asistencia: 16500 espectadores | Asistencia: 16500 espectadores |

| 19 de noviembre de 2000, 14:00 | Yibuti | 0:0 | Somalia | Estadio Nakivubo, Kampala     |  |
|                                |        |     |         | Asistencia: 9000 espectadores |  |

| 20 de noviembre de 2000, 13:00 | Burundi            | 1:2 (0:0) | Uganda                                    | Estadio Nakivubo, Kampala      |                                |
|                                | Nicholas Lewis 58' |           | Mathias Kawesa 53' · Hussein Mbalangi 87' | Asistencia: 12800 espectadores | Asistencia: 12800 espectadores |

| 21 de noviembre de 2000, 15:00 | Somalia               | 1:2 (1:1) | Etiopía                                    | Estadio Nakivubo, Kampala      |                                |
|                                | Abdullahi Mohamed 39' |           | Sintayehu Getachew 30' · Hussein Seman 55' | Asistencia: 10000 espectadores | Asistencia: 10000 espectadores |

| 23 de noviembre de 2000, 12:00 | Yibuti         | 1:4 (1:2) | Burundi                                                   | Estadio Nakivubo, Kampala |  |
|                                | Arid Ahmed 28' |           | Nicholas Lewis 21' 85' · Abdallah Imantona 45' 74' (pen.) |                           |  |

| 23 de noviembre de 2000, 14:00 | Uganda                                                                                                  | 6:0 (3:0) | Somalia | Estadio Nakivubo, Kampala      |                                |
|                                | Andrew Mukasa 20' 89' · Fred Makokha 35' · Hassan Mubiru 42' · Ibrahim Buwembo 66' · Edward Kalungi 71' |           |         | Asistencia: 13200 espectadores | Asistencia: 13200 espectadores |

| 25 de noviembre de 2000, 14:00 | Etiopía                                                             | 4:2 (2:1) | Yibuti                          | Estadio Nakivubo, Kampala     |                               |
|                                | Ismail Abubeker 14' 77' · Sintayehu Getachew 42' · Getu Teshome 72' |           | Ali Moktar 38' · Ali Fascal 57' | Asistencia: 8500 espectadores | Asistencia: 8500 espectadores |

| 26 de noviembre de 2000, 13:00 | Somalia | 0:3 (0:0) | Burundi                                                             | Estadio Nakivubo, Kampala      |                                |
|                                |         |           | Shaban Daoudi 64' (pen.) · Majid Ndikumana 76' · Mohamed Kimada 86' | Asistencia: 10300 espectadores | Asistencia: 10300 espectadores |

| 27 de noviembre de 2000, 15:00 | Uganda | 7:0 (4:0) | Yibuti | Estadio Nakivubo, Kampala      |                                |
|                                | Andrew Mukasa 4' (pen.) 56' 63' · George Semogerere 15' · Fred Makokha 17' · Hassan Mubiru 45+3' · Meddie Nsubuga 87' |           |        | Asistencia: 14500 espectadores | Asistencia: 14500 espectadores |

| 27 de noviembre de 2000, 17:00 | Burundi | 0:1 (0:0) | Etiopía             | Estadio Nakivubo, Kampala      |                                |
|                                |         |           | Ismail Abubeker 89' | Asistencia: 14500 espectadores | Asistencia: 14500 espectadores |

## Grupo B
| Equipo     | Pts | Pld | W | D | L | GF | GA | GD |
| ---------- | --- | --- | - | - | - | -- | -- | -- |
| Uganda 'B' | 9   | 3   | 3 | 0 | 0 | 6  | 2  | +4 |
| Ruanda     | 4   | 3   | 1 | 1 | 1 | 5  | 5  | 0  |
| Eritrea    | 2   | 3   | 0 | 2 | 1 | 1  | 2  | -1 |
| Kenia      | 1   | 3   | 0 | 1 | 2 | 1  | 4  | -3 |

| 19 de noviembre de 2000, 16:00 | Uganda B                                               | 3:2 (0:1) | Ruanda                                        | Estadio Municipal, Mbale       |                                |
|                                | Moses Bantu 54' · Jimmy Kidega 67' · Henry Kalanzi 72' |           | Julian Nsegiyumva 28' · Eric Nshimiyimana 85' | Asistencia: 12000 espectadores | Asistencia: 12000 espectadores |

| 20 de noviembre de 2000, 14:00 | Kenia | 0:0 | Eritrea | Estadio Municipal, Mbale      |  |
|                                |       |     |         | Asistencia: 7700 espectadores |  |

| 22 de noviembre de 2000, 12:00 | Ruanda                                    | 2:1 (1:0) | Kenia            | Estadio Municipal, Mbale      |                               |
|                                | Julian Nsegiyumva 32' · Abdul Uwimana 68' |           | Robert Mambo 72' | Asistencia: 9570 espectadores | Asistencia: 9570 espectadores |

| 23 de noviembre de 2000, 13:00 | Uganda B        | 1:0 (0:0) | Eritrea | Estadio Municipal, Mbale       |                                |
|                                | Moses Bantú 75' |           |         | Asistencia: 10000 espectadores | Asistencia: 10000 espectadores |

| 25 de noviembre de 2000, 12:30 | Eritrea            | 1:1 (0:1) | Ruanda             | Estadio Municipal, Mbale      |                               |
|                                | Filmon Abraham 65' |           | Henry Baguamho 10' | Asistencia: 5800 espectadores | Asistencia: 5800 espectadores |

| 26 de noviembre de 2000, 13:00 | Kenia | 0:2 (0:2) | Uganda B                                | Estadio Municipal, Mbale       |                                |
|                                |       |           | Sammy Omollo 17' (ag) · Ahmed Kizza 31' | Asistencia: 11200 espectadores | Asistencia: 11200 espectadores |

## Semifinales
| 29 de noviembre de 2000, 14:00 | Uganda                                                     | 3:1 (1:1) | Ruanda             | Estadio Nakivubo, Kampala      |                                |
|                                | Hassan Mubiru 41' · Phillip Obwin 65' · Mathias Kawesa 90' |           | Abdul Sibomana 27' | Asistencia: 19200 espectadores | Asistencia: 19200 espectadores |

| 30 de noviembre de 2000, 14:00 | Uganda B         | 1:0 (1:0) | Etiopía | Estadio Nakivubo, Kampala      |                                |
|                                | Jimmy Kidega 41' |           |         | Asistencia: 18900 espectadores | Asistencia: 18900 espectadores |

## Tercer lugar
| 2 de diciembre de 2000, 13:00 | Etiopía           | 1:1 (1:0) (4:2 p.) | Ruanda                  | Estadio Nakivubo, Kampala      |                                |
|                               | Hussein Seman 33' |                    | Jean Pierre Mulonda 51' | Asistencia: 20000 espectadores | Asistencia: 20000 espectadores |

## Final
| 2 de diciembre de 2000, 15:00 | Uganda                                  | 2:0 (0:0) | Uganda B | Estadio Nakivubo, Kampala      |                                |
|                               | Hassan Mubiru 77' · Jamil Kyambadde 83' |           |          | Asistencia: 20000 espectadores | Asistencia: 20000 espectadores |

| Uganda         |
| Campeón Uganda |
| Octavo título  |